# Stichting Betaald Voetbal Excelsior (femminile)
L'Excelsior Rotterdam Vrouwen, citata anche come Excelsior Vrouwen o più semplicemente Excelsior, è una squadra di calcio femminile olandese, sezione dell'omonimo club con sede nella città di Rotterdam.
Fondata nell'estate 2017 nelle prime tre stagioni la squadra ha giocato con il nome Excelsior/Barendrecht, per mutarlo nell'attuale tre anni più tardi dopo che la pausa estiva 2020 è cessata la partnership con il BVV Barendrecht.
Iscritto al campionato di Eredivisie, il massimo livello del campionato olandese femminile di calcio, fin dalla sua nascita, l'Excelsior gioca le sue partite casalinghe principalmente al Van Donge & De Roo Stadion, impianto da 4 500 posti che condivide con la squadra maschile, che alterna alle volte con lo Sportpark Waalplantsoen di Krimpen aan den IJssel, suo campo di allenamento oltre che stadio casalingo del DCV.

## Storia
Nel 2017 l'Excelsior e il Barendrecht decisero di varare un comune impegno per entrare con una squadra nella Eredivisie femminile. Il Barendrecht, che all'epoca militava nella Topklasse, stipulò un accordo di cooperazione triennale con l'Excelsior. La squadra femminile avrebbe iniziato ad allenarsi nel campo del Barendrecht e avrebbe alternato le partite nel campo del Barendrecht e nello stadio dell'Excelsior.
La stagione d'esordio delle Kralinger (2017-2018) è stata una stagione di crescita per i nuovi arrivati. La squadra, guidata da Sander Luiten, non è riuscita a vincere alcun incontro nel campionato regolare nella sua prima stagione. Nel gruppo di collocamento è riuscita a vincere una volta e a pareggiare due volte. Di conseguenza, la formazione si è classificata in fondo al girone con cinque punti e quindi al nono posto della Eredivisie femminile.
Alla fine della stagione Luiten decise di accettare la proposta di allenare la squadra femminile del PSV. Gli è succeduto Richard Mank, che nel frattempo è entrato a far parte del club come allenatore capo.
Contemporaneamente alla cessazione della collaborazione con il VV Barendrecht a partire dalla stagione 2020-2021, l'Excelsior Rotterdam (come il nuovo Telstar) ha avviato una squadra nella Beloftencompetitie, stabilendo così una base per l'SBV Excelsior per allenarsi e prepararsi alla prima squadra.

## Allenatori
- Sander Luiten (2017-2018)
- Richard Mank (2018-2024)
- Mathijs Kreugel (2024-)

## Organico

### Rosa 2024-2025
Rosa, ruoli e numeri di maglia come da sito ufficiale, aggiornati al 21 agosto 2024.
| N. |                        | Ruolo | Calciatore            |
| -- | ---------------------- | ----- | --------------------- |
| 1  | Paesi Bassi (bandiera) | P     | Anouk van de Klooster |
| 2  | Paesi Bassi (bandiera) | D     | Lieke de With         |
| 3  | Paesi Bassi (bandiera) | D     | Mare Westerink        |
| 4  | Paesi Bassi (bandiera) | D     | Yara Helderman        |
| 5  | Paesi Bassi (bandiera) | D     | Yentl van Goch        |
| 6  | Paesi Bassi (bandiera) | C     | Lynn Groenewegen      |
| 7  | Paesi Bassi (bandiera) | A     | Dana Breewel          |
| 8  | Paesi Bassi (bandiera) | C     | Veerle van Spijk      |
| 9  | Tunisia (bandiera)     | A     | Sabrine Ellouzi       |
| 10 | Paesi Bassi (bandiera) | C     | Katelyn Hendriks      |
| 11 | Paesi Bassi (bandiera) | A     | Shi-jona Martina      |

| N. |                        | Ruolo | Calciatore             |
| -- | ---------------------- | ----- | ---------------------- |
| 12 | Paesi Bassi (bandiera) | C     | Jikke de Raaff         |
| 16 | Paesi Bassi (bandiera) | A     | Bonny Lammers          |
| 17 | Paesi Bassi (bandiera) | C     | Nikki Vrij             |
| 18 | Paesi Bassi (bandiera) | D     | Manoah van Houwelingen |
| 19 | Paesi Bassi (bandiera) | D     | Yasmine de Jong        |
| 20 | Paesi Bassi (bandiera) | P     | Jasmijn de Groot       |
| 22 | Stati Uniti (bandiera) | A     | Chelsea Homan          |
| 23 | Paesi Bassi (bandiera) | D     | Robine de Ridder       |
| 24 | Paesi Bassi (bandiera) | A     | Estelle Pereira        |
| 25 | Paesi Bassi (bandiera) | D     | Yaël Mollink           |